# Quantic Dream
Quantic Dream este un dezvoltator de jocuri video fondat în 1997, cu sediul în Paris, Franța. Compania furnizează și servicii de captare a mișcării pentru filme și jocuri. Quantic Dream are propriul studio de motion capture dotat cu 64 de camere Vicon (combinație între sistemele T160 și Mx40). Compania a mai lucrat la filmul francez de fantasy, Immortal care a fost filmat în întregime pe o scenă digitală, improvizată, introducând actorii reali în medii generate de calculator.

## Jocuri
| An   | Joc                     | Platform(e)                            |
| ---- | ----------------------- | -------------------------------------- |
| 1999 | Omikron: The Nomad Soul | Microsoft Windows, Dreamcast           |
| 2005 | Fahrenheit              | PlayStation 2, Xbox, Microsoft Windows |
| 2010 | Heavy Rain              | PlayStation 3                          |
| 2013 | Beyond: Two Souls       | PlayStation 3                          |
| 2018 | Detroit: Become Human   | PlayStation 4                          |